# Krishna Reddy

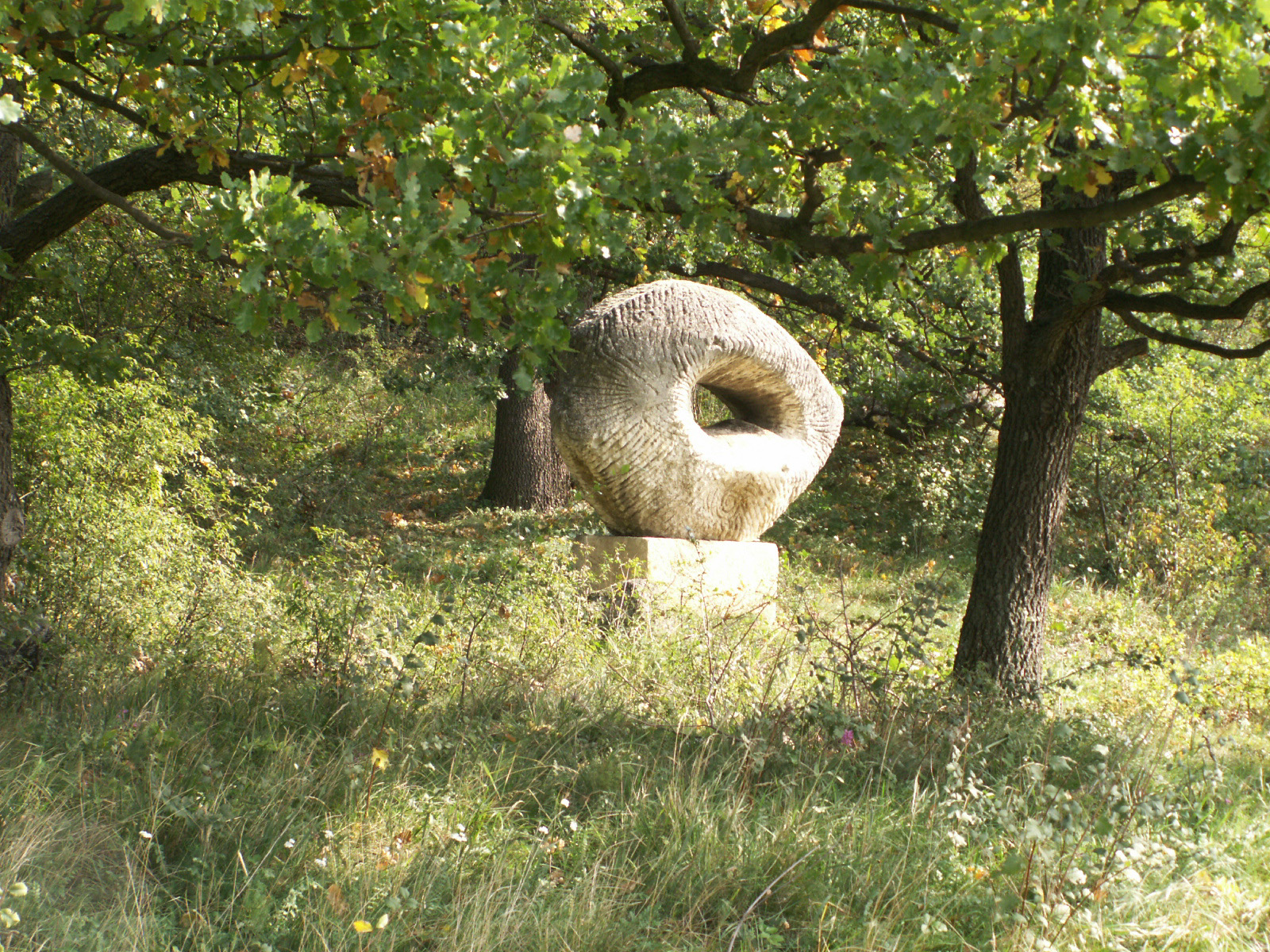
Zonder titel (1962) in Sankt Margarethen im Burgenland

Krishna Reddy (Nandanoor, 15 juli 1925 – New York, 23 augustus 2018) was een Indiase beeldhouwer en graficus.

## Leven en werk
Reddy studeerde van 1941 tot 1946 aan de Visva-Bharati Central University in Shantiniketan, West-Bengalen. Van 1947 tot 1950 was hij hoofd van de kunstopleiding van de Kalakshetra Foundation in Chennai. Hij vervolgde zijn studie van 1951 tot 1952 aan de Slade School of Fine Art in Londen. Aansluitend studeerde Reddy  van 1952 tot 1955 beeldhouwkunst in het atelier van Ossip Zadkine aan de Académie de la Grande Chaumière en grafische kunst in Atelier 17 bij Stanley William Hayter in Parijs. Van 1956 tot 1957 ten slotte studeerde hij bij de beeldhouwer Marino Marini aan de Accademia di Belle Arti di Brera in Milaan.
Reddy nam in 1962 als steenbeeldhouwer deel aan het Symposion Europäischer Bildhauer van de Oostenrijkse beeldhouwer Karl Prantl in Sankt Margarethen im Burgenland. In 1972 ontving hij de hoge Indiase onderscheiding Padma Shri voor zijn aan India betoonde diensten.
De kunstenaar, die geldt als een vooraanstaande grafisch kunstenaar van de Intaglio printmaking, woonde, werkte en overleed in New York.